# 2020-as bécsi terrortámadás
A 2020-as bécsi támadás 2020. november 2-án történt az osztrák főváros Innere Stadt kerületében.
Egy magányos fegyveres a város fő zsinagógájának közelében nyitott tüzet, gépkarabélyból. A támadás utáni órákban megerősítették, hogy 4 civil és az elkövető meghalt, valamint 22-en megsebesültek. Az osztrák rendvédelmi szervek szerint a megölt támadónak kapcsolata volt az Iszlám Állammal, ezért a támadást terrorizmusnak minősítették. Az elkövetőt 9 percen belül lelőtték a helyszínre érkező Wega (osztrák különleges egység) emberei. A támadó hatástalanítását követően a belvárost hermetikusan lezárták. A blokádot csak órákkal később oldották fel, miután több ezer videó elemzését követően megbizonyosodtak róla, hogy az elkövető egyedül volt.
A terrortámadás váratlanul érte az egész világot, hiszen a statisztikák alapján Bécs a világ egyik legbiztonságosabb városa, a Mercer elemzése szerint a hatodik, míg a SafeAround applikáció szerint a negyedik volt a rangsorban 2019-ben. A terrortámadás ellenére 2020-ban tovább csökkent a gyilkosságok száma a városban, mindössze 10 történt Bécsben, öttel kevesebb, mint egy évvel korábban.

## A támadás
A Desider-Friedmann-Platzot a bécsi Israelitische Kultusgemeinde (IKG) első elnökéről nevezték el. Az egyik házon látható egy emléktábla: 1981. augusztus 29-én ezen a helyen hunyt el Nathan Fried s. A. és Sarah Kohut s. A. – akiket egy palesztin merénylő ölt meg. Ez volt a legutóbbi terrortámadás Bécsben, közel 30 évvel ezelőtt. Az első lövéseket 20:00-kor itt adta le az elkövető – a helyszín minden bizonnyal nem véletlen.
Az első áldozatot itt érte lövés, egy 21 éves, az elkövetőhöz hasonlóan észak-macedón gyökerekkel rendelkező osztrák állampolgárt. Ezt követően a Judengassén lövöldözött a támadó, itt talált el egy bárnál pincérként dolgozó 24 éves művészeti egyetemi hallgató, német állampolgár lányt. Ő a második áldozat. A Judengasséból a Seitenstettengassébe fordult a merénylő, itt egy 44 éves osztrák nőre lőtt rá kétszer egymásután. Ő később a kórházban hunyt el.
A Seitenstettengassén több lakó az ablakból kiabálva figyelmeztette az embereket a veszélyre, több videóban hallható az is ahogy az elkövetőnek a „Schleich’ di’, du Oaschloch!” felszólítást kiabálják, ami szabad fordításban nagyjából azt jelenti: „Kotródj innen, te s*fej!”. A közelben az éttermek és bárok gyorsan bezártak, így a támadónak nem volt lehetősége azokba bejutni.
A támadó a Schwedenplatz felé haladt tovább, az egyik sarkon az étterem tulajdonosa éppen hősiesen a vendégeket terelte be az utcáról, azonban amikor már éppen bezárta az ajtót, a támadó lelőtte. Ő lett a tragédia negyedik áldozata, egy 39 éves, kínai származású, osztrák állampolgár. Ő volt az utolsó áldozat.
20:03-kor a Schwedenplatz felől ekkor egy rendőr tüzet nyitott a támadóra. A tűzharcban a rendőr megsérült, őt először Osama Abu El Hosna, egy palesztin származású, 23 éves fiú húzta egy betonfal mögé, ahonnan két török származású, Bécsben élő MMA versenyző vitte biztonságos helyre. A terrorista a Schwedenplatz felől érkező rendőrök elől a Ruprechtsplatzhoz menekült, ahol 20:09-kor a Wega (osztrák különleges egység) két tisztje lelőtte, a merénylő azonnal életét vesztette.
A támadás tehát kevesebb, mint 9 percig tartott, a rendőrök az első lövést 3 perc után adták le az elkövetőre. A szakértők szerint számos civil lélekjelenlétének és a rendvédelmi szervek gyors és hatékony közbelépésének köszönhetően a helyzethez képest kevés áldozattal járt a terrortámadás.

## Válasz
Rögtön a támadást követően jelentős rendőri erőket mozgósítottak Bécsben és a speciális erőket is bevetették a támadók utáni hajszában. 3 percen belül a rendőrök lövést adtak le az elkövetőre, 9 percen belül pedig lelőtték. A bécsi rendőrség azt mondta, a SWAT-csapat robbanószerek felhasználásával bejutott az egyik támadó lakásába, és november 3-án átkutatták a környéket. A bécsi épületek biztonsága érdekében bevetették az osztrák hadsereget is. A városközpont több részén is úttorlaszokat emeltek. A közeli cseh határon megerősítették az ellenőrzéseket.
Pár órával később evakuálták az éttermeket, bárokat, valamint a Bécsi Állami Operát és a Burgtheatert is. A bécsi rendőrség arra figyelmeztette a járókelőket, hogy kerüljék el a környék kereszteződéseit és a közösségi közlekedés eszközeit, valamint leállította a belvároson átmenő villamos- és metróforgalmat. Ezen kívül azt kérte az emberektől, hogy húzódjanak fedett helyekre. A rendőrség azt kérte Twitteren, hogy a felvételeket ne a közösségi médiákon osszák meg, hanem juttassák el a hatóságokhoz. Ennek hatására a rendőrség több mint 20.000 videót kapott.
Elővigyázatosságból másnap minden zsinagógát, zsidó iskolát és intézményt, valamint kóser éttermet és áruházat zárva tartottak, mert úgy vélték, hogy a zsinagóga volt a célpont.

## Áldozatok
Hivatalosan 4 áldozata volt a támadásnak (az ötödik az elkövető).
Az első áldozatot a Desider-Friedmann-Platznál lőtte le az elkövető, ő egy 21 éves, az elkövetőhöz hasonlóan észak-macedón gyökerekkel rendelkező osztrák állampolgár volt. A második áldozat a judengassei bárban pincérként dolgozó 24 éves, német művészeti egyetemi hallgató. A harmadik egy 44 éves osztrák nő, akit a  Seitenstettengassén lőtt le a terrorista. A negyedik a Schwedenplatz sarkán lévő étterem kínai gyökerekkel rendelkező osztrák tulajdonosa, akit a vendégek mentése közben ért találat.

## Az elkövető
Az elkövető a 20 éves Fejzulai Kujtim volt, aki gépkarabéllyal, pisztollyal és machetével felfegyverkezve hajtotta végre a támadást, valamint egy robbanóövet utánzó darab is volt rajta. Helyi idő szerint 20:09-kor oltották ki az életét egy lövéssel. Kujtim 2000-ben a Bécs közelében lévő Mödlingben született, és ott nőtt fel, az elkövetés időpontjában Sankt Pöltenben lakott. Szülei a mai Észak-Macedóniából származó albánok voltak, apja kertész volt, édesanyja pedig a kereskedelemben dolgozott, az elkövető osztrák–észak-macedón kettős állampolgár volt. Korábban terrorizmushoz köthetően volt büntetve. Kujtimot már figyelte az Alkotmányvédelmi és Terrorellenes Hivatal, és miután Szíriába próbált utazni, hogy ott az ISIS-hez csatlakozzon, 2019 áprilisában egy év tíz hónapra bebörtönözték, de nyolc hónap letöltése után szabadult, bár felügyelet alatt állt.
Az Iraki és Levantei Iszlám Állam egy nappal később magára vállalta a felelősséget a merényletért, a támadót pedig a „kalifátus katonájának” aposztrofálták. Közreadtak róla egy képet, melyen fegyverekkel és késekkel látható. Szakértők szerint a fegyverhasználat alapján a terrorista nem kapott kiképzést, ennek is köszönhető, hogy a lövések jelentős része nem talált célt.

## Következmények
A terrortámadás helyszínén bizonyítottan egyedül volt az elkövető, ugyanakkor 2021 elején 11 gyanúsítottat tartanak fogva, akiknek valamilyen módon közük lehetett a terrortámadáshoz. Az osztrák parlament által megszavazott terrorellenes törvénycsomagnak köszönhetően könnyebbé vált a gyanús személyek megelőző jellegű fogva tartása, valamint a korábban terrorizmussal összefüggő bűncselekmény miatt elítéltek kiutasítása, állampolgárságuk elvétele is. A törvénycsomag nem csak a radikális iszlám ellen, hanem a szélsőjobboldali szervezetek ellen is határozottan lép fel. A támadással összefüggésben Svájcban is letartóztatott a rendőrség két férfit, akik kapcsolatban álltak a támadóval. A támadást követően Emmanuel Macron és Sebastian Kurz közös, hatékony terrorellenes fellépést kezdeményezett az Európai Unióban.
Sebastian Kurz osztrák kancellár (Osztrák Néppárt)  kiemelte, ez nem a keresztények és a muszlimok közötti, hanem a békében élő társadalom és a háborút akaró emberek közötti konfliktus.
Michael Ludwig, Bécs polgármestere (Osztrák Szociáldemokrata Párt) hangsúlyozta, a terror célja, hogy társadalmi csoportokat játsszon ki egymás ellen - és ezt nem engedjük meg. Határozottan szemben állunk a demokrácia destabilizálására irányuló szándékkal és egymás ellen való felbujtással szemben. Bécs a társadalmi kohézió és az összetartozás kozmopolita városa volt és lesz is mindig.